# Кастель-Фоконьяно
Кастель-Фоконьяно (італ. Castel Focognano) — муніципалітет в Італії, у регіоні Тоскана,  провінція Ареццо.
Кастель-Фоконьяно розташований на відстані близько 210 км на північ від Рима, 50 км на схід від Флоренції, 21 км на північ від Ареццо.
Населення — 3197 осіб (2014).
Щорічний фестиваль відбувається 11 листопада. Покровитель — святий Мартин Турський.

## Демографія
Населення за роками:

Станом на 1 січня 2023 року в муніципалітеті офіційно проживало 311 іноземців з 30 країн, серед них 145 громадян країн Євросоюзу та 28 громадян України.

## Сусідні муніципалітети
- Бібб'єна
- Каполона
- К'юзі-делла-Верна
- Лоро-Чьюффенна
- Ортіньяно-Раджоло
- Поппі
- Субб'яно
- Талла